# クロマティックス
クロマティックス (Chromatics) は、2001年結成のオレゴン州ポートランド出身のシンセ・ポップバンドである。シンセ・ポップやポストパンクの要素を取り入れた3作目のアルバム『Night Drive』が音楽メディアから高い評価を受け、知名度をあげることとなった。2012年、4作目のアルバム『Kill for Love』を発表。クロマティックスの楽曲は『ゴシップガール』や『ベイツ・モーテル』といったテレビドラマで使用されているほか、楽曲『Tick of the Clock』は2011年の映画ドライヴで使用された。

## 経歴

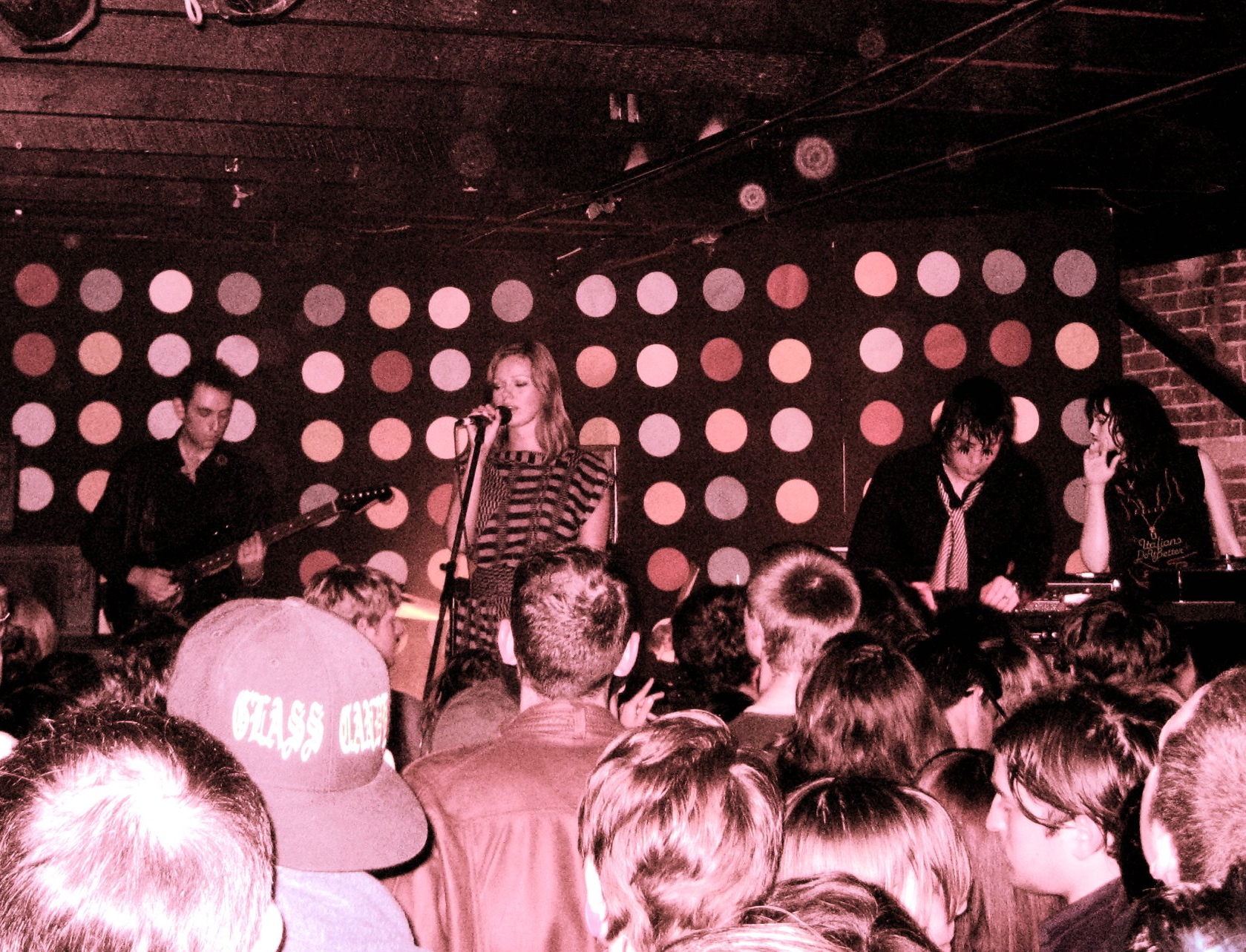
ライブで演奏するバンド（2010年）

2003年、アルバム『Chrome Rats vs. Basement Rutz』でデビュー。
2004年、2作目のアルバム『Plaster Hounds』をリリース。
2007年、3作目のアルバム『Night Drive』をリリース。音楽メディアから高い評価を受け、知名度をあげた。
2012年、4作目のアルバム『Kill For Love』をリリース。前作に続き批評家から極めて高い評価を受けた。
2019年、5作目のアルバム『Closer to Grey』をリリース。

## メンバー
- Ruth Radelet - ヴォーカル、ギター、シンセサイザー
- Adam Miller - ギター、ボコーダー
- Nat Walker - ドラム、シンセサイザー
- Johnny Jewel - プログラミング、プロダクション

## ディスコグラフィー

### アルバム
- Chrome Rats vs. Basement Rutz (2003年)
- Plaster Hounds (2004年)
- Night Drive (2007年)
- Kill For Love (2012年)
- Closer to Grey (2019年)